# Liste von Traktatgesellschaften
Dies ist eine Liste von Traktatgesellschaften. Traktatgesellschaften bzw. -vereine oder -vereinigungen (engl. Tract Society, Sing.) sind christliche Vereinigungen für die Massenverbreitung religiöser Traktate (siehe unter Traktat). Der Schwerpunkt der Liste liegt auf älteren Traktatgesellschaften. Sie erhebt keinen Anspruch auf Aktualität oder Vollständigkeit.

## Liste
- Society for Promoting Christian Knowledge (Gesellschaft für Verbreitung christlicher Bildung), gegr. 1698, London
- Society for Promoting Religious Knowledge among the Poor (Gesellschaft zur Verbreitung religiöser Kenntnisse unter den Armen), gegr. 1750, London
- Tract and Colportage Society of Scotland (Schottischer Traktat- und Kolportageverein), 1793
- Edinburgh Tract Society (Edinburger Traktatgesellschaft), 1796, Edinburg
- Religious Tract Society (Religiöse Traktatgesellschaft), gegr. 1799, London, George Burder
- Christlicher Verein im nördlichen Deutschland, gegr. 1811, Sitz in Eisleben
- Wuppertaler Traktatgesellschaft, gegr. 1814, Barmen
- Hauptverein für christliche Erbauungsschriften in den preußischen Staaten, 1814, Berlin
- Niedersächsische Gesellschaft zur Verbreitung christlicher Erbauungsschriften, 1820, Hamburg
- American Tract Society (Amerikanische Traktatgesellschaft), 1825
- Verein zur Verbreitung kleiner religiöser Schriften für Lausanne und Esslingen, Esslingen
- Calwer Traktatverein, gegr. 1829, Christian Gottlob Barth
- Calwer Verlagsverein, 1833, später Stuttgart
- Verein zur Verbreitung christlicher Schriften, 1835, Basel
- Evangelische Vereinigung, Straßburg, 1839
- Christlicher Kolportageverein, 1867, Großherzogtum Baden
- Deutsche evangelische Buch- und Traktatgesellschaft, 1879, Berlin
- Internationale Traktatgesellschaft, um 1887, Hamburg
- Missionswerk Werner Heukelbach, 1946/47, Wiedenest
- Missionswerk Stimme des Glaubens, 1960, Konstanz
- Schweizerische Traktatmission, 1910
- Internationale Traktatgesellschaft, Hamburg
- Christliche Traktatgesellschaft, Kassel
- Wachtturm Bibel- und Traktatgesellschaft